# Menhir (Band)
Menhir ist eine im thüringischen Schmalkalden gegründete Pagan-Metal-Band. Ein Teil der Band ist in der Reenactment-Gruppe Ulfhednar aktiv.

## Geschichte
Die Band wurde Anfang 1995 von dem Sänger und Gitarristen Heiko Gerull, dem Schlagzeuger Fix und der Keyboarderin Manuela Ebert gegründet. Im folgenden Jahr erschien mit Barditus eine Demo mit vier Stücken. Zusammen mit dem Bassisten Heinz wurde ein Jahr später das Debütalbum Die ewigen Steine aufgenommen, das bei Ars Metalli veröffentlicht wurde. 1998 erschien die Mini-CD Buchonia; an den vier Stücken wirkten Gastmusiker wie die Sängerin Nadja Rinko, der Violist und Violinist Olaf Wald, der Sänger Alfred Gerull und der Harfist Florian Schiller mit.
Während der Aufnahmen zum zweiten Album Thuringia verließen Fix und Heinz die Band, Karsten kam als Bassist, Roman war als zweiter Gitarrist vertreten. Tormentor von der Band Desaster wirkte als Gastmusiker am Schlagzeug mit. Nach den Aufnahmen verließ Roman die Band, Sebastian kam als fester Schlagzeuger zur Band und Fix kehrte, diesmal an der Gitarre, zurück. Vor den Aufnahmen zu Ziuwari im Jahr 2002 verließ Karsten die Band, der damalige Bassist von Odroerir half aus. Das Album wurde von Skaldic Art veröffentlicht, da Ars Metalli kurz vor der Auflösung stand. Die letzten vier Veröffentlichungen erschienen daraufhin in einer Neuauflage bei Perverted Taste. 2004 begannen die Aufnahmen zum nächsten Album, Hildebrandslied erschien schließlich im Jahr 2007.

## Stil
Auf Die ewigen Steine verbindet die Band Keyboards, harmonische Gitarrenriffs und teilweise klaren Gesang im Stil von In the Woods…, Schreie wie im nordischen Black Metal und Rhythmen in meist mittlerem Tempo. Die „eingängige[n], hymnenhafte[n] Melodien“ wurden als (vermutlich ungewollt) „fröhlich-poppig“ bezeichnet und das Keyboard als zu synthetisch, penetrant und „ständig zu sehr im Vordergrund“ wabernd, was vor allem peinlich sei, wenn es „allein zu hören ist und sein Kirmeskapellen-Charakter auffällt“. Während das Tales of the Macabre Menhir als nicht zum Headbangen geeignete, sondern eher „eher das Zeug, das ich intellektuelle, metallisierte (aber nicht Metal-)Musik nennen würde“, bezeichnete, schrieb Kai Wendel im Rock Hard: „Das pathetische und wirklich alle Hörnerhelm-Klischees bedienende Gelaber über arische Helden, Götter und Schlachten ist mindestens genauso dumm wie das von Manowar über den wahren Metal und geht einem schnell auf den Zeiger.“ Sein Kollege Wolf-Rüdiger Mühlmann bezeichnete das Album als durchwachsen, schrieb jedoch in seiner Kritik zur EP Buchonia: „Zwei Dinge hätte ich angesichts dieses Release' nie und nimmer gedacht. Erstens, daß man seiner deutschen Heimat - in diesem Falle Thüringen - huldigen kann, ohne in Peinlichkeiten abzudriften. Und zweitens, daß MENHIR nach ihrem eher durchwachsenen ‚Die ewigen Steine‘-Album mit einem derart starken Pagan/Folk-Metal-Release aufwarten. Wobei man den Begriff ‚Metal‘ eher vorsichtig benutzen sollte, denn die ersten beiden Stücke - 'Sonnenwende' und 'Germanenkunst' (nein, keine stumpfe Nationaltümelei) - sind reine folkloristische, getragene, hochmelodische Stücke mit klaren Gesängen. “ Ihm zufolge ergänzen sich Sänger Heiko Gerull und Sängerin Nadja „ausgezeichnet und schaffen eine fast schon frohe Atmosphäre“. Beim dritten und vierten Stück der EP werden Streichinstrumente eingesetzt, wobei bei letzterem „erstmals von Metal gesprochen werden kann, denn hier tauchen Klampfen und wuchtige Drums auf“. Die EP gehe „als ein Stück schubladenfreier Musik durch, das Folkfans, Metaller und Düsterheimer gleichermaßen ansprechen dürfte“. Mühlmann zufolge gilt sie als „eine Art deutsche Antwort auf Storm, Wongraven und Isengard“.
Thuringia wurde im Tales of the Macabre als „melodischer, nordisch beeinflusster Keyboard-(sogenannter ‚Black‘) Metal mit einigen (aber sehr wenigen) Heavy-Metal-Riffs à la Running Wild“ beschrieben; der Gesang wechselt zwischen Schreien und klarem, hymnischem Gesang, das Keyboard wird beinahe permanent eingesetzt; dadurch klinge die Musik „noch weicher, als sie ohnehin ist“, Menhir sei „nur eine von vielen […] kraftlosen Standard-Bands“. Mühlmann hingegen überzeugte das Album als „die Quintessenz aus dem metallischen Debüt ‚Die ewigen Steine‘ und dem folkloristischen ‚Buchonia‘“. Die Band habe ihre Symbiose aus Black-Metal-Einflüssen, hymnischem Metal und Folklore verfeinert und warte „mit großen, pathetischen Melodien auf, die vor allem wegen der deutlich verbesserten Gitarrenarbeit so überzeugend klingen“.
Ziuwari orientiert sich klanglich stark am nordischen Black Metal.
Auf dem Album Hildebrandslied ist die Band laut Julian Rohrer von Powermetal.de „keinen Deut von ihrem erfolgreichen Stil abgekommen“, allerdings kommt es seinem Kollegen Sebastian Schneider zufolge „deutlich heroischer rüber“. Das erste Lied, Das alte Lied des Winde, kombiniert „[t]räumerische Soli“, Einflüsse aus dem melodischen Black Metal und „atmosphärische Melodien“ und „ist durchsetzt von frickeligem Gitarrenhandwerk“. Das nächste Lied, Des Kriegers Gesicht – Ulfhednar, ist ein „von Männer-Chören getragener Lobgesang auf den Krieger“, der laut Schneider bis auf „ein fieseres Growling und Keifen“ dem vorigen Stück ähnelt. Außerdem enthält das Album eine Vertonung des Hildebrandslieds, die sich über zwei Stücke erstreckt und in langsamem bis mittlerem Tempo gehalten ist; der erste Teil wird von einer Geige unterstützt, der zweite „ist dagegen unelektronisch gehalten und erinnert eher an mittelalterliche Klänge samt Pauke, Geige und Akustikgitarre“ und nähert sich dem Stil ihrer EP Buchonia an. Das folgende Stück Dein Ahn wiederum „erinnert […] stark an eine moderne und gereifte Version eines Liedes, das durchaus auch auf einer der älteren Veröffentlichungen, wie zum Beispiel ‚Ewige Steine‘, Platz gefunden hätte“; Heiko Gerull „wechselt zwischen fieserem Gekeife und düsteren Gesängen“, und die Band greift auf Blastbeats zurück, womit es als einziges noch nennenswerte Black-Metal-Einflüsse aufweist. Das letzte Stück, Weit in der Ferne, „wird wieder wie gewohnt hymnisch gehalten“ und greift auf  Keyboard und „fiedeln[de]“ Gitarren zurück; der klare Gesang „wird öfters als in anderen Songs von Keifattacken abgerundet, welche von kurzen Blastbeats unterlegt sind […]. An sich ist das Stück ein etwas abruptes Ende von ‚Hildebrandslied‘ […].“ Die Symbolik und Liedtexte stehen laut des Beihefts „in einem geschichtlichen und archäologischen Kontext“. Das Album erhielt bei Powermetal.de und Metal1.info sowie im Rock Hard positive Kritiken, dürfte aber Bruder Cle von letzterem Magazin zufolge „[d]em einen oder anderen […] vielleicht zu pathetisch und zu wenig heavy rüberkommen. Dem tragischen Inhalt des Konzepts entsprechend klingt ‚Hildebrandslied‘ allerdings sehr stimmig.“

## Politische Einordnung
Menhir galt dem Thüringer Innenministerium im Jahr 1999 als „unpolitisch“. Im Sommer 2008 wurde auf die inflationäre Verwendung des Hakenkreuzes sowohl bei Menhir selbst als auch bei der Reenactment-Gruppe Ulfhednar hingewiesen. Ebenso wurde der Gruppe vorgeworfen, dass bei einem Konzert in Moskau eine Person auf der Bühne ein T-Shirt des rechtsextremen Slawenbundes getragen haben soll.
Auf der 2007er Veröffentlichung Hildebrandslied grüßen sie zudem die NSBM-Band Graveland, deren seit 1999 einziges Mitglied Rob Darken ebenfalls ein Mitglied einer Reenactment-Gruppe ist. Auf Anfrage wurde erklärt, bei einer Neuauflage des Albums würde die Danksagung gelöscht werden. Mit einem offenen Brief an die Redaktion des ZDF-Kulturmagazins aspekte, die am 21. Januar einen Beitrag über Ulfhednar brachten und dabei auch Menhir erwähnten, reagierte Arian Zillox, Gründungsmitglied und Vorsitzender der Gruppe Ulfhednar, auf die Vorwürfe:

„So wurde sich beständig über unsere Bild- und Kopierrechte hinweggesetzt, dazu gezielte Lügen ausgestreut, pauschalisiert und mit Diskriminierung gearbeitet: Angebliche Bedrohung mit Hunden, Menhir = NS Black Metal, politisch bedenklich, etc. Dass diese Band trotz eines nicht näher überprüften Grußwortes an „Graveland“ keine weiteren Beziehungen zu diesen unterhält und schon gar nicht deren abgründiges Weltbild teilt, wissen die „Rechtsrockexperten“ Raabe und Dornbusch selbst am genauesten.“

## Diskografie
- 1996: Barditus (Demo, MC, Eigenvertrieb)
- 1997: Die ewigen Steine (Album, CD, Ars Metalli)
- 1998: Buchonia (EP, CD, Ars Metalli)
- 1999: Thuringia (Album, CD, Ars Metalli; 12”-Vinyl, Perverted Taste)
- 2001: Ziuwari (Album, CD/12”-Vinyl, Skaldic Art Productions)
- 2007: Hildebrandslied (Album, CD, Trollzorn Records)

Beiträge auf Gemeinschaftstonträgern (Auswahl)
- 1997: Circle Of The Tyrants (Lied: Die Auserwählten)
- 1998: The Grimoire Of Exalted Deeds #2 (Lied: Menhir)
- 2007: Pagan Battle Tunes Vol. 1 (Lied: Das Alte Lied Des Windes)